# قائمة المناطق المحمية في عمان
هذه قائمة بالمناطق المحمية الموجودة في سلطنة عمان، وتشمل الحدائق والمتنزهات الوطنية ومحميات الحياة البرية.

## قائمة المتنزهات الوطنية
- متنزه السليل الوطني
- متنزه القرم الوطني

## قائمة محميات الحياة البرية
- محمية الجبل الغربي الطبيعية
- محمية الظهرة الطبيعية
- محمية واحة البريمي الطبيعية
- محمية أوريكس الطبيعية
- محمية السلاحف
- محمية جزر الديمانيات
- محمية جبل سمحان الطبيعية
- محمية الجبل الأخضر الخلابة
- محمية الحجر الغربي لأضواء النجوم
- محمية الرستاق للحياة البرية
- محمية الوسطى للأراضي الرطبة
- محمية جبل قهوان الطبيعية
- محمية وادي السرين الطبيعية
- محمية رأس الشجر الطبيعية
- محمية الخوير الطبيعية
- محمية ساحل ظفار
- محمية خور صلالة الطبيعية
- محمية خور المغسيل
- محمية خور البليد
- محمية خور الصولي
- محمية خور الدهاريز
- محمية خور طاقة
- محمية خور روري
- محمية خور عوقد
- خور القرم الصغير الاحتياطي
- محمية خور القرم الكبير